# منطقه ۳ (قطر)
قطعه ۳ یک منطقهٔ مسکونی در قطر است که در دوحه (شهرداری) واقع شده‌است.